# HMS Berwick (65)
HMS Berwick (65) là một tàu tuần dương hạng nặng của Hải quân Hoàng gia Anh Quốc, là chiếc dẫn đầu cho lớp County thuộc lớp phụ Kent. Berwick đã tham gia hoạt động trong suốt Chiến tranh Thế giới thứ hai cho đến khi được tháo dỡ vào năm 1948.

## Thiết kế và chế tạo
Berwick được chế tạo bởi hãng Fairfield Shipbuilding and Engineering Company tại Govan, Scotland, được đặt lườn vào ngày 15 tháng 9 năm 1924. Nó được hạ thủy vào ngày 30 tháng 3 năm 1926, và đưa ra hoạt động vào ngày 12 tháng 7 năm 1927.

## Lịch sử hoạt động
Sau khi hoàn tất, Berwick được gửi đến China Station, nơi nó ở lại đây cho đến khi được tạm thời tách ra để chuyển đến Địa Trung Hải vào năm 1936. Sau khi được tái cấu trúc trong những năm 1937 và 1938, nó phục vụ tại Hoa Kỳ và quần đảo Tây Ấn cùng với Hải đội Tuần dương 8 cho đến năm 1939. Khi Chiến tranh Thế giới thứ hai bắt đầu, nó phục vụ trong nhiệm vụ hộ tống các đoàn tàu vận tải vượt đại dương, rồi sau đó tham gia hình thành nên "Lực lượng F" cùng với tàu tuần dương HMS York, khi các nhóm tìm diệt được hình thành để truy đuổi các tàu chiến cướp tàu buôn Đức. Nó không gặp phải tàu chiến đối phương nào, nhưng đã ngăn chặn các tàu buôn Wolfsburg và Uruguay đang tìm cách vượt qua sự phong tỏa tại eo biển Đan Mạch vào tháng 3 năm 1940.

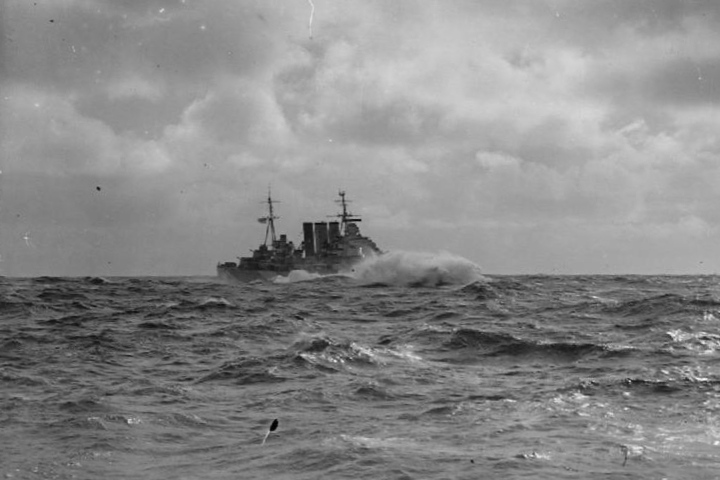
HMS Berwick trên đường đi ngoài khơi bờ biển Na Uy, nước tung tóe trước mũi tàu

Vào ngày 9 tháng 4 năm 1940, nó tham gia Chiến dịch Na Uy, và vào ngày 10 tháng 5 năm 1940 đã tham gia cuộc Chiếm đóng Iceland. Sau đó nó được phân về "Lực lượng H" tại Gibraltar, đến nơi vào ngày 7 tháng 11. Vào ngày 11 tháng 11 năm 1940, Berwick hộ tống chiếc tàu sân bay HMS Illustrious trong cuộc không kích thành công nhắm vào hạm đội Ý tại cảng Taranto. Cuối tháng đó, nó hộ tống các đoàn tàu vận tải đi lại giữa Ai Cập và Hy Lạp.
Vào ngày 24 tháng 11 năm 1940, Berwick được lệnh đi đến Freetown cùng với chiếc tàu tuần dương chị em Norfolk hộ tống chiếc tàu sân bay Formidable khi chúng hình thành nên "Lực lượng K" để truy đuổi chiếc tàu tuần dương hạng nặng Đức Admiral Scheer, nhưng vào ngày 27 tháng 11 những mệnh lệnh trên được thay đổi để huy động nó vào việc hộ tống các đoàn tàu vận tải tại Bắc Đại Tây Dương. Trong khi đi ngang qua Gibraltar, một hải đội Ý bao gồm các thiết giáp hạm Vittorio Veneto và Andrea Doria tìm cách đối đầu với các tàu chiến Anh, đưa đến Trận chiến mũi Spartivento. Trong quá trình đấu pháo với các tàu tuần dương Ý Bolzano, Trento và Trieste, lúc 12 giờ 22 phút Berwick trúng phải một phát đạn pháo 203 mm (8 inch) vào tháp pháo "Y", khiến 7 người thiệt mạng và 9 người khác bị thương, và đến 12 giờ 35 phút thêm một phát nữa trúng vào phòng sĩ quan.
Vào ngày 25 tháng 12 năm 1940, Berwick đụng độ với chiếc tàu tuần dương hạng nặng Admiral Hipper ngoài khơi quần đảo Canary khi nó nằm trong thành phần hộ tống cho đoàn tàu vận tải WS-5A, một chuyến đi chuyển binh lính đến Trung Đông. Berwick đối đầu với kẻ tấn công nhưng phải gánh chịu thiệt hại nặng nhất trong trận này, chịu đựng hư hại đáng kể cho dù chỉ trúng phải một ít đạn pháo 203 mm (8 inch) (hầu hết đều đi xuyên qua con tàu) và 104 mm (4,1 inch). Bốn thành viên thủy thủ đoàn của nó thiệt mạng trong trận này, và nó phải quay về Anh Quốc để sửa chữa, và công việc này kéo dài cho đến tháng 6 năm 1941.
Sau khi hoàn tất việc sửa chữa, Berwick gia nhập Hạm đội Nhà, và trong suốt quãng thời gian còn lại của cuộc chiến, nó tham gia hộ tống các đoàn tàu vận tải đi ngang biển Bắc Cực đến Nga và hoạt động tại khu vực phía Bắc của Bắc Hải. Trong tháng 2 năm 1942, nó hộ tống các tàu sân bay tấn công chiếc thiết giáp hạm Tirpitz tại nơi thả neo của nó ở Altenfjord. Nó lại hộ tống hai tàu sân bay chống lại chiếc Tirpitz vào năm 1944 và một lần nữa vào năm 1945. Vai trò cuối cùng của Berwick là hộ tống các tàu sân bay không kích lên bờ biển Na Uy vào năm 1945.
Sau chiến tranh nó được bán cho BISCO vào ngày 15 tháng 6 năm 1948 để tháo dỡ, và đi đến Hughes Bolkow, Blyth, vào ngày 12 tháng 7 để tháo dỡ.